# Орандж (округ, Каліфорнія)
33°40′ пн. ш. 117°47′ зх. д. / 33.67° пн. ш. 117.78° зх. д.
Округ О́ріндж (англ. Orange County — округ (графство) у штаті Каліфорнія, США. Ідентифікатор округу 06059.
За даними перепису населення 2010 року, населення становило 3 010 232, що робить його третім за чисельністю округом у Каліфорнії, шостим за чисельністю в США та населенням більше ніж у 21 штату США. Хоча в основному це приміський район, це другий за щільністю населення округ в штаті, після округу Сан-Франциско. Найбільші за кількістю населення міста округу: Анагайм, Санта-Ана та Ірвайн, населення кожного з яких перевищує 250 000. Адміністративний центр округу місто Санта-Ана. Шість міст округу лежать на узбережжі Тихого океану, включно з Сіл-Біч, Гантінгтон-Біч, Ньюпорт-Біч, Лагуна-Біч, Дейна-Пойнт і Сан-Клементе.

## Історія
Округ утворений 1889 року.

## Демографія
За даними перепису 2010 року расовий склад населення був такий, тисяч: 1830,8 (60,8 %) білі (44 % не іспаномовних), 50,7 (1,7 %) негри, 18,1 (0,6 %) індіанці, 537,8 (17,9 %) азіати, 9,4 (0,3 %) вихідці з Океанії, 435,6 (14,5 %) інших рас, 127,8 (4,2 %) мішаних рас. Іспаномовні будь-якої раси становлять 1012 тисяч (33,7 %).